# Heaven Is a Place on Earth
Heaven Is a Place on Earth is een nummer van de Amerikaanse zangeres Belinda Carlisle. Het nummer werd geschreven door Rick Nowels en Ellen Shipley en is afkomstig van haar tweede studioalbum Heaven on Earth uit 1987. Op 14 september dat jaar werd het nummer wereldwijd op 7" en 12" vinylsingle uitgebracht.

## Achtergrond
De originele versie van Belinda Carlisle werd in de winter van 1987-1988 wereldwijd een hit. In Carlisle thuisland de VS bereikte de plaat de nummer 1-positie in de Billboard Hot 100. Ook in Nieuw-Zeeland, Zuid-Afrika, Zimbabwe, Noorwegen, Zweden, Zwitserland, Ierland, het Verenigd Koninkrijk en in de Eurochart Hot 100 werd de nummer 1-positie behaald. In Australië werd de 2e positie bereikt, Duitsland de 3e en Oostenrijk en Spanje de 10e.
In Nederland was de plaat op donderdag 10 december 1987 TROS Paradeplaat op de befaamde TROS donderdag op Radio 3 en werd mede hierdoor een gigantische hit in de destijds twee landelijke hitlijsten op de nationale publieke popzender. De plaat bereikte de 7e positie in zowel de Nationale Hitparade Top 100 als de Nederlandse Top 40. In de Europese hitlijst op Radio 3, de TROS Europarade, werd géén notering behaald aangezien deze lijst op donderdag 25 juni 1987 voor de laatste keer werd uitgezonden.
In België bereikte de plaat de 3e positie in de voorloper van de Vlaamse Ultratop 50 en de 2e positie in de Vlaamse Radio 2 Top 30.  In Wallonië werd géén notering behaald.
In de sinds december 1999 jaarlijks uitgezonden NPO Radio 2 Top 2000 van de Nederlandse publieke radiozender NPO Radio 2 stond de plaat in 1999 en van 2001 t/m 2005 in de lijst der lijsten genoteerd, met als hoogste notering een 926e positie in 1999.
Het refrein van het nummer wordt als sample gebruikt door de Britse dansgroep Orbital voor de live-versie van hun nummer Halcyon. Daarbij wordt deze gemixt met You Give Love A Bad Name van Bon Jovi.  Deze is ook te horen als bonustrack op het album In Sides (1996).

## NPO Radio 2 Top 2000
| Nummer met noteringen in de NPO Radio 2 Top 2000 | '99 | '00 | '01  | '02  | '03  | '04  | '05  |
| ------------------------------------------------ | --- | --- | ---- | ---- | ---- | ---- | ---- |
| Heaven Is a Place on Earth                       | 926 | -   | 1597 | 1457 | 1740 | 1443 | 1827 |

1. ↑  Een '-' betekent dat het nummer niet was genoteerd en een vetgedrukt getal geeft de hoogste notering aan.
2. ↑  Deze tabel is bijgewerkt tot en met de laatste editie (2024).